# 阿部嵩
阿部 嵩（あべ しゅう、1984年6月7日 - ）は、大阪府出身の元サッカー選手、サッカー指導者。現役時代のポジションはミッドフィールダー。

## 来歴
横浜市立さつきが丘小学校、横浜市立谷本中学校を卒業。小学校時代にヴェルディジュニアに所属し、中学校時代もヴェルディジュニアユースに所属する。
ユースへの昇格はならず、習志野高校へ進学するが、当時のサッカー部監督であった本田裕一郎の転任に同行する形で流通経済大学柏高校へ移る。
高校卒業時に、テストによりザスパ草津への入団が内定していたが、流通経済大学への進学を選択。流通経済大学サッカー部の主力として4年間を過ごす。この間、2年次には関東大学選抜Aに選出、3年次にも関東大学選抜Bに選出されるなど、大学サッカー界で一定の評価を得ていた。
大学卒業にあたり、清水エスパルスの練習にも参加したが、進路は柏レイソルを選択した。
2009年7月20日、成績不振で中盤の守備陣に不安があり、本職のボランチがいないアビスパ福岡へレンタル移籍。2010年からは完全移籍となる。
2011年シーズンからは、JFLのツエーゲン金沢へ移籍し、2013年シーズンは契約満了となったツエーゲン金沢よりFC町田ゼルビアへ移籍した。シーズン終了後、現役引退。
2018年より飯能インターナショナルスポーツアカデミーが運営するBOCA Hannno Junior Youthで定期的に指導を実施。2019年度から同クラブのU-13ジュニアユースの指導を担当している。

## 所属クラブ
ユース経歴
- 1994年 - 1996年 ヴェルディジュニア（横浜市立さつきが丘小学校）
- 1997年 - 1999年 ヴェルディジュニアユース（横浜市立谷本中学校）
- 2000年 習志野高校
- 2001年 - 2002年 流通経済大学柏高校
- 2003年 - 2006年 流通経済大学

プロ経歴
- 2007年 - 2009年  柏レイソル
  - 2009年7月 - 同年12月  アビスパ福岡 (期限付き移籍)
- 2010年  アビスパ福岡
- 2011年 - 2012年  ツエーゲン金沢
- 2013年  FC町田ゼルビア

## 個人成績
| 国内大会個人成績 | 国内大会個人成績 | 国内大会個人成績 | 国内大会個人成績 | 国内大会個人成績 | 国内大会個人成績 | 国内大会個人成績 | 国内大会個人成績 | 国内大会個人成績 | 国内大会個人成績 | 国内大会個人成績 | 国内大会個人成績 |
| 年度             | クラブ           | 背番号           | リーグ           | リーグ戦         | リーグ戦         | リーグ杯         | リーグ杯         | オープン杯       | オープン杯       | 期間通算         | 期間通算         |
| 年度             | クラブ           | 背番号           | リーグ           | 出場             | 得点             | 出場             | 得点             | 出場             | 得点             | 出場             | 得点             |
| 日本             | 日本             | 日本             | 日本             | リーグ戦         | リーグ戦         | リーグ杯         | リーグ杯         | 天皇杯           | 天皇杯           | 期間通算         | 期間通算         |
| ---------------- | ---------------- | ---------------- | ---------------- | ---------------- | ---------------- | ---------------- | ---------------- | ---------------- | ---------------- | ---------------- | ---------------- |
| 2005             | 流経大           | 32               | JFL              | 2                | 0                | -                | -                | -                | -                | 2                | 0                |
| 2006             | 流経大           | 6                | JFL              | 10               | 0                | -                | -                | 1                | 0                | 11               | 0                |
| 2007             | 柏               | 29               | J1               | 0                | 0                | 3                | 0                | 0                | 0                | 3                | 0                |
| 2008             | 柏               | 19               | J1               | 1                | 0                | 1                | 0                | 0                | 0                | 2                | 0                |
| 2009             | 柏               | 19               | J1               | 1                | 0                | 3                | 0                | -                | -                | 4                | 0                |
| 2009             | 福岡             | 31               | J2               | 17               | 0                | -                | -                | 2                | 0                | 19               | 0                |
| 2010             | 福岡             | 4                | J2               | 3                | 0                | -                | -                | 2                | 0                | 5                | 0                |
| 2011             | 金沢             | 6                | JFL              | 2                | 0                | -                | -                | 0                | 0                | 2                | 0                |
| 2012             | 金沢             | 6                | JFL              | 26               | 1                | -                | -                | 1                | 0                | 27               | 1                |
| 2013             | 町田             | 28               | JFL              | 17               | 3                | -                | -                | -                | -                | 17               | 3                |
| 通算             | 日本             | 日本             | J1               | 2                | 0                | 7                | 0                | 0                | 0                | 9                | 0                |
| 通算             | 日本             | 日本             | J2               | 20               | 0                | -                | -                | 4                | 0                | 24               | 0                |
| 通算             | 日本             | 日本             | JFL              | 57               | 4                | -                | -                | 2                | 0                | 59               | 4                |
| 総通算           | 総通算           | 総通算           | 総通算           | 79               | 4                | 7                | 0                | 6                | 0                | 92               | 4                |

## 代表・選抜歴
- 2004年 - 関東大学選抜A
- 2005年 - 関東大学選抜B

## 備考
- 流通経済大学柏高校では柏でもチームメイトであった大谷とクラスメートであり、当時から仲が良かったと言う。
- ニックネームのアベシューは、小学校時代からのもの。
- 2007年正月に地元の友人との新年会にて、初のサインをした。サインの文字は、「15年後もプロで!」であった。
- 書道が趣味である。